# 228. motorizirana brigada (JLA)
Za druge 228. brigade glejte 228. brigada.
228. motorizirana brigada je bila motorizirana brigada v sestavi Jugoslovanske ljudske armade.
Enota je bila nastanjena v Sloveniji pred in med slovensko osamosvojitveno vojno.

## Organizacija
1991
- poveljstvo (Vojašnica Zgornja Postojna)

- namestitveni vod
- četa za zvezo
- vod ABKO
- izvidniška četa
- četa vojaške policije

- 1. motorizirani bataljon (Vojašnica Severna Vipava)
- 2. motorizirani bataljon (Vojašnica Zgornja Postojna)
- 3. motorizirani bataljon (Vojašnica Zgornja Postojna)
- 1. tankovski bataljon (Vojašnica Hrastje, Pivka)
- 2. tankovski bataljon (Vojašnica Hrastje, Pivka)
- havbični divizion 105 mm (Vojašnica Zgornja Postojna)
- protioklepni divizion (Vojašnica Hrastje, Pivka)
- lahki topniški divizion protiletalske obrambe (Vojašnica Hrastje, Pivka)
- inženirski bataljon (Vojašnica Pale, Ajdovščina)
- zaledni bataljon (Vojašnica Zgornja Postojna)